# OutSystems
A OutSystems é uma plataforma de desenvolvimento Low-code que fornece ferramentas para as empresas desenvolverem, implementarem e gerirem aplicações empresariais.
A empresa foi fundada em 2001 em Lisboa, Portugal.
Em Junho de 2018, garantiu uma rodada de financiamento de 360 milhões de dólares da KKR e da Goldman Sachs, e alcançou o estatuto de Unicórnio.
Em Fevereiro de 2021, a OutSystems levantou outro investimento de 150 milhões de dólares de uma rodada co-liderada pela Abdiel Capital e Tiger Global Management, tendo uma avaliação total de 9,5 mil milhões.

## Produtos
A OutSystems é uma plataforma de desenvolvimento low-code para o desenvolvimento de aplicações empresariais móveis e web, que podem ser executadas na cloud, on-premises ou em ambientes híbridos.
Em 2014, a OutSystems lançou uma versão gratuita da plataforma que fornece aos desenvolvedores ambientes de nuvem pessoal para criar e implantar aplicativos web e móveis sem custo.